# 應采兒
應采兒（英語：Cherrie Ying, 1983年6月20日—），原名丁文，台灣女演員、主持，生於臺北，主要活躍於香港、中國大陸。

## 經歷
应采儿生於臺北市，曾於臺北市私立立人國際國民中小學就讀，其後於5歲時移民到美國紐約。2000年，當時17歲的應采兒參加了美國華埠小姐選美比賽，並獲得亞軍。
同年，應采兒在暑假和母親前往香港度假時，被朋友推薦參加中國星招考新人的面試，其後獲向華強太太陳嵐賞識，簽約成為其旗下演員，並为她改了中英文艺名应采儿及Cherrie。電影《全職殺手》將拍時，中國星星探把應采兒帶去試鏡，獲劉德華相中而出任片中第二女主角。儘管高中輟學追求星途遭到爺爺極力反對，她仍決定來港拍戲，從此開始其演藝生涯。

## 個人生活
應采兒入行時被传为向華強之子向佐的女友，後亦被指與歌手陳冠希，商人陸恭和，富商林建岳兒子林孝賢拍拖。2005年，拍港劇《美麗傳說2之星願》時，和孫耀威傳戀情。其他緋聞對象還有譚俊彥、周俊偉、黃曉明等男明星。
應采兒和陳小春合拍2006年電影《魔鬼天使》時傳出緋聞。2010年2月14日大年初一在美國拉斯维加斯小白教堂举行婚礼。2012年2月，应采儿在微博向小三宣战：“哪个女的，敢再发些奇怪的短信或照片给陈先生，我就微博发你名字和电话，听到没？”
2013年7月1日應采兒產下長子Jasper。2020年產下幼子。

## 爭議事件

### 涉毒被捕
2004年，警方在应采儿坐的富商林建岳之子林孝贤车上发现一包相信属她所有、重0.8克的毒品“K仔”(氯胺酮)，以藏毒罪将她拘捕。经带署调查后，应采儿获准以1000元保释外出。于2005年6月底，香港法院宣判应采儿无罪释放。
将与應采儿合作两部新片《柔道龍虎榜》和《黑社會》的导演杜琪峰闻讯后雖说：“我听到这新闻觉得好可惜，简直玷污娱乐圈！” 但他和另一位已選角的導演王晶也力撐應采兒，稱「絕不換角」。然而，《黑社會》公映版最終從四小時刪剪成接近兩小時，應采兒的戲份被剪光。2005年後，曾經有記者看到陳小春帶著應采兒進出戒毒中心。

### 南韓罷錄節目
2012年2月28日，应采儿飞赴韩国参加浙江卫视《爽食行天下》与韩国制作方合作的新节目录制。此时正值韩国冰冷的冬季，韩国节目组频频要求给中方艺人嘉宾安排跳海、落水等危险的游戏互动。应采儿最终情绪失控，现场向韩国节目组发飙破口大骂，并罢录节目直接回酒店，还在微博上向节目组领导寻求帮助，“浙江卫视：台长可以联系我吗？我们在韩国、需要您的帮忙！”应采儿在发布完该求助微博数小时后便删除，据该知情人透露，应采儿等人罢录后，曾遭不明身份人员围困酒店内，并被告知删除微博内容，而且最终迫于压力，于2月29日完成了剩余节目的录制。

### 棄養貓狗
2019年，中國大陸真人秀《新生日記》，女星馬劍越表示，因為自己懷孕，家人認為小孩未來在地上到處摸、到處滾，一摸就是貓毛，還會抓到嘴裡吃，執意要把她的2隻愛貓送走；一旁的應采兒則對此表示贊同，認為貓毛比狗毛還細，很容易引起氣喘、鼻炎，而且小朋友沒有鼻毛，「等妳小孩這樣子，妳到時候再哭吧。」 節目播出後，應采兒的一席話引來網友不滿，痛罵應采兒「無知」。

### 兒子在台就讀被罵
2019年12月，應采兒兒子Jasper被送回台灣就讀幼稚園。其後台灣網紅陳之漢在直播中譏諷陳小春身為中國大陸政協，卻不是送兒子回中國大陸就讀，反而是把兒子送到中國的敵對國家。2020年7月，陳小春發布一段Jasper影片後再度引發洗版攻擊，他爆氣回應：「您們的評論太可怕、沒幹嗎、馬上走再見。」隨後清空IG。 同年底舉家搬往上海。

### 幼子留長髮
應采兒常透過社群平台分享孩子日常點滴，然而幼子每每以一頭長髮示人，都會引來部分網友質疑「為何把兒子當女兒養」。2023年6月，應采兒在育兒節目《爸爸當家2》回應，認為留長髮、短髮跟性別無關，未來還是會讓幼子繼續維持這個髮型。她說：「我心想他也沒有穿裙子，他的身、他的造型完全是男生的，只是他的頭髮比較長。我會繼續讓他留長頭髮，然後給大家看一個長頭髮的男孩子，也可以是一個很正常的男孩子。」應采兒還表示Jasper小時候想穿裙子，她未有阻止，讓他嘗試：「但我會告訴他，這是女孩子穿的，可是嘗試我覺得沒有關係。」

## 演出作品

### 電視劇
| 年份 | 劇名                                | 角色名稱       |
| ---- | ----------------------------------- | -------------- |
| 2004 | 候鳥e人                             | 沈芸青         |
| 2005 | 美麗傳說2星願                       | 蔣曼妮         |
| 2007 | 香港姊妹                            | 林雨虹         |
| 2007 | 鹿鼎記                              | 阿珂           |
| 2007 | 司徒空探案 （侠侣探案）             | 沈小玉         |
| 2008 | 凤穿牡丹                            | 郁芷岚         |
| 2008 | 纯真的年代 我的三十年（2013年首播） | 区静           |
| 2010 | 冰是睡着的水                        | 韩晓琳、上官晴 |
| 2011 | 大捕房 后上海滩                     | 關青月、關青山 |
| 2011 | 彩虹甜心                            | 彭小千         |
| 2011 | 大唐雙龍傳之長生訣                  | 李秀寧         |
| 2012 | 男人的战争                          | 杨白羽         |
| 2013 | 赵氏孤儿案                          | 莊姬           |
| 2014 | 美人制造                            | 太平公主       |
| 2014 | 无敌铁桥三                          | 戴小兰的姐姐   |
| 2015 | 天使的城                            | 趙蘇杭         |
| 2015 | 天才在左，瘋子在右                  | 李詩慧         |
| 2016 | 东方战场                            | 赵一荻         |
| 2017 | 职场是个技术活                      | 余曼妮         |
| 2017 | 深夜食堂                            | 小泉           |

### 電影
| 年份 | 片名                 | 角色名稱     |
| ---- | -------------------- | ------------ |
| 2001 | 全職殺手             | 呂麗琪Gigi   |
| 2001 | 愛君如夢             | June         |
| 2002 | 黑道風雲             | 阿珊         |
| 2002 | 幽靈人間II鬼味人間   | September    |
| 2002 | 嚦咕嚦咕新年財       | 采兒         |
| 2002 | 我左眼見到鬼         | Tina         |
| 2002 | 絕世好B              | Ginger       |
| 2003 | 豪情                 | Fanny        |
| 2003 | 失憶𠝹女王           | 丁丁         |
| 2004 | 柔道龍虎榜           | 夢           |
| 2004 | 七年很癢             | 趙靜         |
| 2005 | 黑白戰場             |              |
| 2005 | 喜馬拉亞星           | 大家姐       |
| 2005 | 童夢奇緣             | 李老師       |
| 2005 | 雀聖2自摸天后        | 細芬         |
| 2005 | 瘦身                 | Cherrie      |
| 2005 | 血戰到底             | 佳佳         |
| 2006 | 寶貝計劃             | 敏兒         |
| 2006 | 3分鐘先生            | 林彩玉       |
| 2006 | 情意拳拳             | Vivian       |
| 2006 | 魔鬼天使             | 阿藍         |
| 2007 | 夢想人間             | 石榴         |
| 2009 | 功夫廚神             | 沈青         |
| 2009 | 撲克王               | 施晨         |
| 2009 | 追爱                 | 杨纯纯       |
| 2009 | 武林笑传             | 芙蓉姐       |
| 2010 | 異空危情             | 沈流霜       |
| 2012 | 八星抱喜             | 譚冠榮前女友 |
| 2016 | 戀愛教父之三個壞傢伙 | 寧黛         |
| 2019 | 掃毒2天地對決        | 方悠嘉       |

### 綜藝節目
- 2014年，《极速前进中国版1》
- 2015年，《有誰共鳴》（香港商業電台節目）
- 2016年，《火星情報局》（優酷與銀河娛聯合出品的網絡綜藝節目）
- 2016年，《撕人订制》（愛奇藝節目，搭檔任家萱）
- 2017年，《約吧大明星》
- 2018年，《三個院子》
- 2018年，《妻子的浪漫旅行》
- 2021年，《聽姐說》（芒果TV）